# La fabbrica degli orrori
La fabbrica degli orrori (The Wasp Factory), riedito anche come La fabbrica delle vespe (da Meridiano Zero nel 2012), è un romanzo dello scrittore scozzese Iain Banks pubblicato nel 1984. Si tratta di un horror grottesco affrontato con disarmante accettazione, in cui l'odio e la follia sembrano la normalità. Nulla sembra strano per Frank Cauldhame, il protagonista. Compare nella lista della BBC dei 100 romanzi da leggere almeno una volta nella vita.

## Trama
Frank è un diciassettenne, orfano di madre, che vive su una minuscola isola della Scozia, che non ha mai abbandonato, con il padre, un ex hippy con la fissa della scienza, dedito a strani esperimenti in una misteriosa stanza della casa. Egli ha un fratello divenuto pazzo dopo un incidente in un ospedale, Eric, un piromane che dà fuoco ai cani, e un amico, Jamie, un nano con cui trascorre le notti al pub, ubriacandosi per rendere interessante una vita assolutamente priva d'interessi.
Frank ha un'intelligenza perfida e compie un solo gesto in tutta la sua esistenza: uccide bambini innocenti, come il fratellino Paul e i due cugini, Blyth ed Esmeralda, nonché animali minuscoli, come le vespe o i conigli, con la sua Fabbrica degli Orrori. Egli segue sempre dei riti personali, frutto di una religione primitiva, fatta di simboli e feticci, di luoghi addobbati come templi e santuari.
Il romanzo descrive il suo odio verso le donne e il mare, entrambi colpevoli di averlo segnato in maniera negativa.
C'è però un terribile segreto che lo riguarda che sarà svelato alla fine, che gli permetterà di vedere chiaro nella sua esistenza, sempre confusa e segnata da episodi inspiegabili e strani.